# Jezper Söderlund
Jezper Joakim Söderlund, né le 27 août 1980, est un DJ suédois, plus connu sous le pseudonyme d'Airbase, qui a commencé sa carrière en 1994.
Orienté trance, il travaille essentiellement à l'aide d'un synthétiseur de commande Yamaha CS2x.
Ayant remixé plus de 40 artistes, ce qui fait de lui un disc-jockey très complet, notamment connu au Royaume-Uni, en Suisse, aux Pays-Bas et en Belgique.
Parmi ses remix les plus connus, on peut citer Nadjanema, Escape, Smooth, Ligaya, Flaming Clouds, Pole Position, Flyin Amongst the Stars, Daybreaker.